# Mycteromimus insularis
Mycteromimus insularis es una especie de coleóptero de la familia Mycteridae.

## Distribución geográfica
Habita en las islas (Seychelles).